# North Ronaldsay
North Ronaldsay es una isla localizada en el archipiélago de las Órcadas, en Escocia. La isla se ubica a 4 km al norte de Sanday. Su clima es cambiante y frecuentemente inclemente, con las aguas circundantes tempestuosas y traidoras. La isla se encuentra conectada con Mainland por medio de ferry y por aire.
- Datos: Q1265993
- Multimedia: North Ronaldsay / Q1265993